# Grand Prix automobile du Japon 2025
GP précédent GP suivant
Le Grand Prix automobile du Japon 2025 (Formula 1 Lenovo Japanese Grand Prix 2025), disputé le 6 avril 2025 sur le circuit de Suzuka, est la 1128e épreuve du championnat du monde de Formule 1. Il s'agit de la trente-neuvième édition du Grand Prix du Japon comptant pour le championnat du monde de Formule 1, la trente-cinquième disputée à Suzuka et de la troisième manche du championnat 2025.
Max Verstappen surprend les McLaren et réalise sa quatrième pole position consécutive à Suzuka, la quarante-et-unième de sa carrière, mais la première en seize Grands Prix. Sans aucun record de secteur (Lando Norris pour le premier, Oscar Piastri pour les deux suivants), il parvient à battre le record du circuit à bord de la RB21 avec laquelle son nouveau coéquipier Yuki Tsunoda ne peut faire mieux que quinzième. Sur la première ligne, Norris est battu de douze millièmes de seconde, alors qu'en deuxième ligne, Piastri concède 44 millièmes ; il devance Charles Leclerc. La troisième ligne est aux couleurs de Mercedes, avec George Russell suivi d'Andrea Kimi Antonelli. Isack Hadjar réalise la même performance qu'en Chine, avec le septième temps au volant de sa VCARB 02 ;  il part en quatrième ligne, devant Lewis Hamilton. Alexander Albon et Oliver Bearman occupent la cinquième ligne.
Parti de la pole position, Max Verstappen tient les McLaren en respect durant les cinquante-trois tours de course pour remporter une inédite quatrième victoire consécutive à Suzuka, la soixante-quatrième de sa carrière. Il ne laisse les commandes qu'à l'occasion de son arrêt au stand, ce qui permet à Andrea Kimi Antonelli, parti sur un relais plus long que les pilotes qui le devancent, de mener la course du 22e au 31e tour pour devenir, à 18 ans, 7 mois et 12 jours, le plus jeune pilote à mener un Grand Prix. L'Italien s'attribue un autre record de précocité, à trois tours de l'arrivée, en réalisant le meilleur tour. Pour sa première victoire de la saison, Verstappen s'impose dans un mouchoir de poche devant Lando Norris et Oscar Piastri, mais son plus proche poursuivant n'a pas un seul instant été en mesure d'ouvrir son aileron arrière mobile. Les six premiers à l'arrivée sont les mêmes qu'au départ. Lewis Hamilton, septième, gagne une place sur Isack Hadjar, qui devient le trente-neuvième pilote français à marquer des points dans la discipline. Alexander Albon et Oliver Bearman marquent les points restants en arrivant dans leur position de départ.
Le seul moment où Norris semble en mesure de contester la première place de Verstappen est au vingt-et-unième tour, lorsqu'ils s'arrêtent de concert au stand. Le changement de pneus de la McLaren est plus rapide que celui de la Red Bull, si bien que Norris se porte à la hauteur de Verstappen à la sortie des stands et tente de forcer le passage. Comme le Néerlandais ne lui laisse aucun espace, Norris accélère sur l'herbe du bas côté et perd beaucoup de temps : au bout de la ligne droite, il concède deux secondes qu'il ne pourra plus rattraper. Derrière lui durant le reste de la course, Piastri, très pressant, ouvre à plusieurs reprises son aileron arrière mobile et améliore le record du tour, mais aucune consigne de course n'est passée, et les coéquipiers passent sous le drapeau à damier en formation serrée. Leclerc roule isolé en quatrième position sans aucun espoir de faire mieux compte tenu du potentiel de sa voiture mais est en mesure de contenir les Mercedes. Au bout de six tours, Hamilton dépasse Hadjar pour mener une course solitaire en septième position. Hadjar offre une des plus belles actions de la course en dépassant Carlos Sainz par l'extérieur du premier virage après son arrêt au stand au trentième tour.
Si Lando Norris (62 points) conserve la tête du championnat du monde Max Verstappen revient à un point. Oscar Piastri (49 points) est troisième, à treize points de son coéquipier. George Russell, quatrième (45 points), devance son coéquipier Andrea Kimi Antonelli (30 points), Charles Leclerc (20 points), Alexander Albon (18 points), Lewis Hamilton (15 points), Esteban Ocon et Lance Stroll (10 points chacun). McLaren (111 points) conserve la tête du championnat des constructeurs devant Mercedes (75 points) et Red Bull (61 points). Ferrari (35 points) prend la quatrième place à Williams (19 points). Haas (15 points) est toujours sixième devant Aston Martin (10 points) qui précède désormais Racing Bulls (7 points). Kick Sauber (6 points) recule d'un rang tandis qu'Alpine n'a toujours pas marqué de point.

## Contexte avant le Grand Prix

### Changement de position au calendrier
Le Grand Prix du Japon, qui avait précédemment lieu en fin de saison, est déplacé au printemps, notamment dans un souci de réduire les fuseaux horaires entre chaque Grand Prix, la course s'inscrivant dans une tournée « océano-asiatique », après le Grand Prix d'Australie et le Grand Prix de Chine ; il se tient en pleine période Hanami où les cerisiers sont en fleur.

### Yuki Tsunoda chez Red Bull
Yuki Tsunoda dispute son Grand Prix national au volant de la Red Bull RB21 en tant que nouveau coéquipier de Max Verstappen. En effet, après seulement deux courses, la direction de Red Bull a décidé de débarquer Liam Lawson à la suite de ses difficultés en Australie et en Chine. Le pilote néo-zélandais fait le chemin inverse et rejoint Isack Hadjar chez Racing Bulls.

## Pneus disponibles
| Pneus pour piste sèche | Pneus pour piste sèche | Pneus pour piste sèche | Pneus pluie    | Pneus pluie |
| ---------------------- | ---------------------- | ---------------------- | -------------- | ----------- |
| Durs (Type C1)         | Medium (Type C2)       | Tendres (Type C3)      | Intermédiaires | Pluie       |

## Essais libres

### Première séance, le vendredi de 11 h 30 à 12 h 30
| Pos. | Pilote          | Voiture             | Chrono         | Écart     |
| ---- | --------------- | ------------------- | -------------- | --------- |
| 1    | Lando Norris    | McLaren-Mercedes    | 1 min 28 s 549 |           |
| 2    | George Russell  | Mercedes            | 1 min 28 s 712 | + 0 s 163 |
| 3    | Charles Leclerc | Ferrari             | 1 min 28 s 965 | + 0 s 416 |
| 4    | Lewis Hamilton  | Ferrari             | 1 min 29 s 051 | + 0 s 502 |
| 5    | Max Verstappen  | Red Bull-Honda RBPT | 1 min 29 s 065 | + 0 s 516 |
| 6    | Yuki Tsunoda    | Red Bull-Honda RBPT | 1 min 29 s 172 | + 0 s 623 |

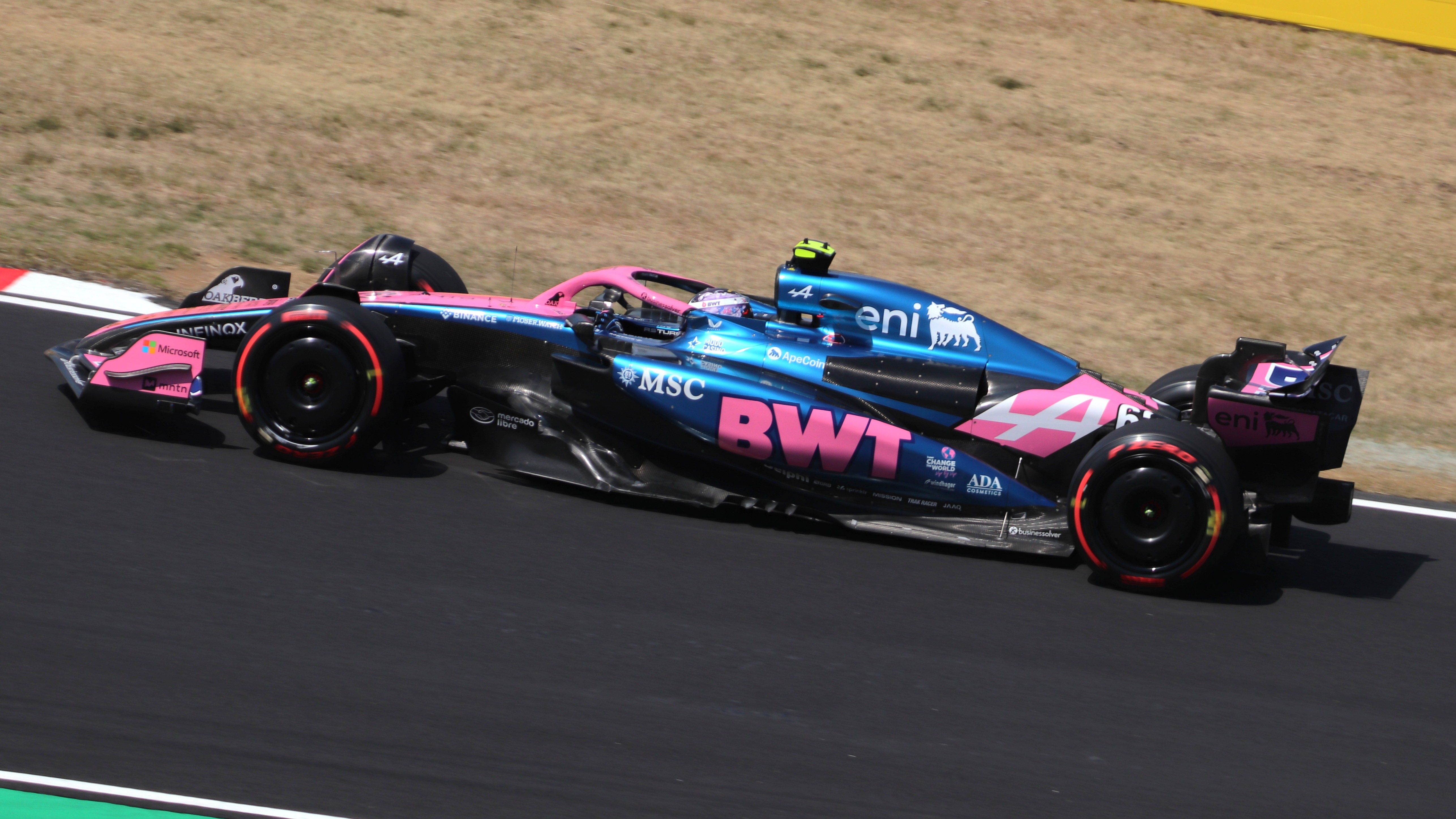
Ryo Hirakawa lors de la première séance d'essai.

- Le Japonais Ryō Hirakawa, pilote d'essai pour Alpine F1 Team et engagé avec Toyota Gazoo Racing en championnat du monde d'endurance FIA, remplace Jack Doohan lors de cette séance ; il se classe douzième[6].

### Deuxième séance, le vendredi de 15 h à 16 h
| Pos. | Pilote         | Voiture                 | Chrono         | Écart     |
| ---- | -------------- | ----------------------- | -------------- | --------- |
| 1    | Oscar Piastri  | McLaren-Mercedes        | 1 min 28 s 114 |           |
| 2    | Lando Norris   | McLaren-Mercedes        | 1 min 28 s 163 | + 0 s 049 |
| 3    | Isack Hadjar   | Racing Bulls-Honda RBPT | 1 min 28 s 518 | + 0 s 404 |
| 4    | Lewis Hamilton | Ferrari                 | 1 min 28 s 544 | + 0 s 430 |
| 5    | Liam Lawson    | Racing Bulls-Honda RBPT | 1 min 28 s 559 | + 0 s 445 |
| 6    | George Russell | Mercedes                | 1 min 28 s 567 | + 0 s 453 |

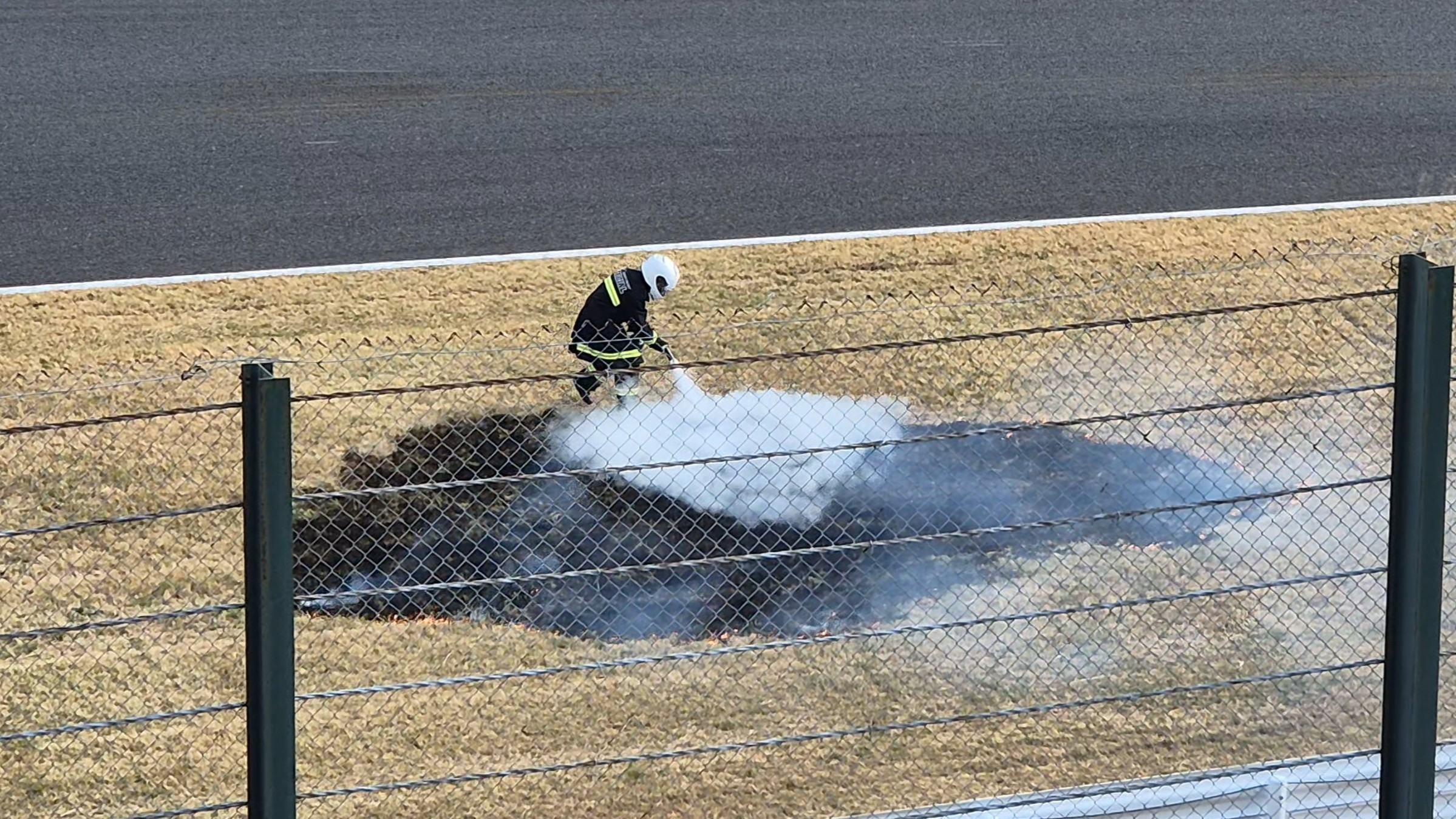
Un feu de pelouse sur le circuit de Suzuka.

- La séance est ponctuée par quatre interruptions au drapeau rouge : tout d'abord Jack Doohan, qui n'a pas refermé son aileron arrière mobile au bout de la ligne droite, subit une violente sortie de piste dans le premier virage[8],[9],[10]. Puis Fernando Alonso, vraisemblablement victime d'une rafale de vent, reste planté dans le gravier à l'extérieur du virage Degner[11],[8],[9],[10]. Ensuite, un début d'incendie sur la pelouse qui borde la piste au virage Dunlop provoque la troisième neutralisation et, enfin, un second incendie de pelouse en fin de séance entraîne sa neutralisation définitive ; en tout, la session est amputée de trente-six minutes pour environ vingt minutes de roulage total[8],[9],[10].

### Troisième séance, le samedi de 11 h 30 à 12 h 30

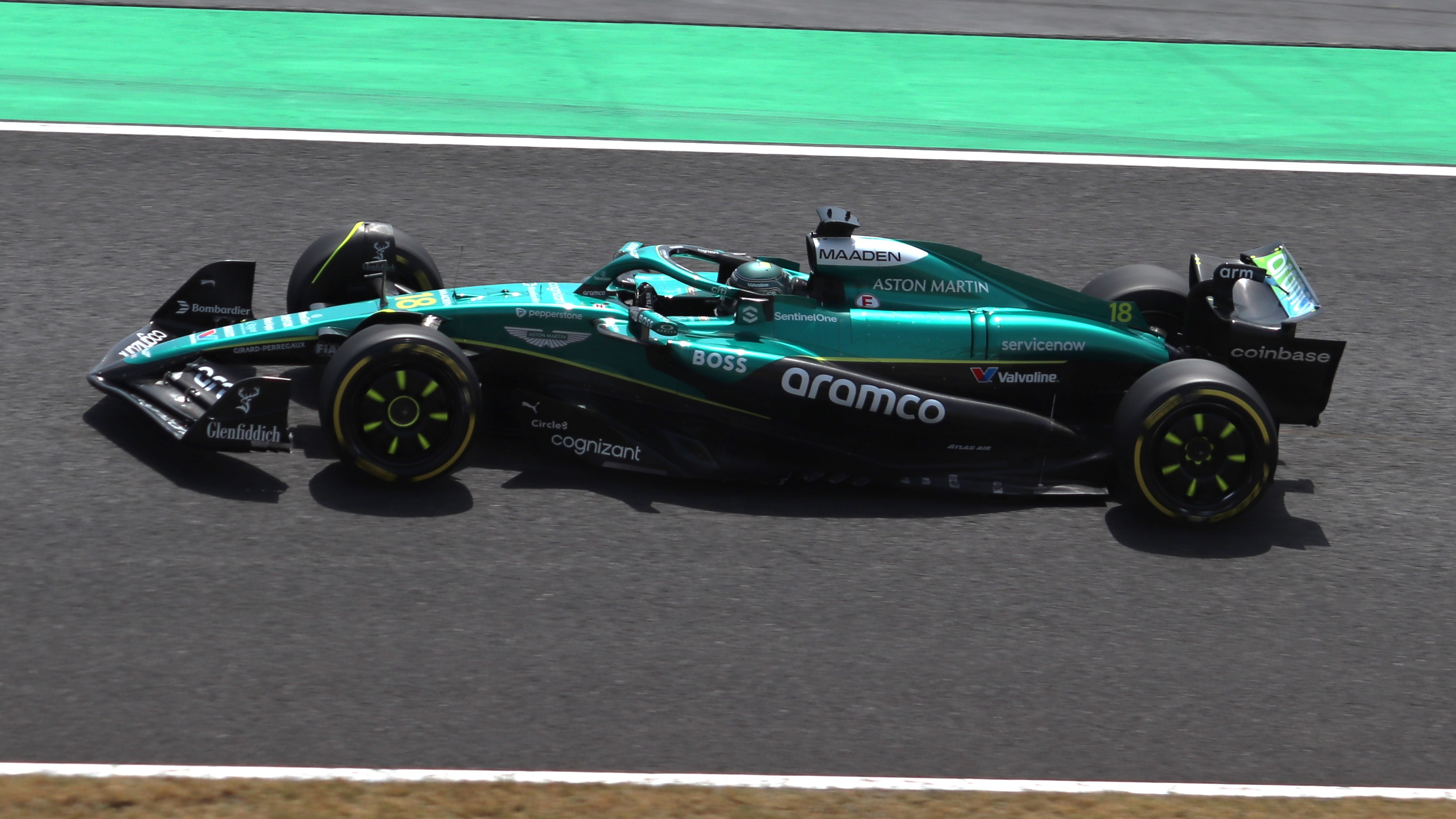
Lance Stroll lors de la troisième séance d'essai.

| Pos. | Pilote          | Voiture             | Chrono         | Écart     |
| ---- | --------------- | ------------------- | -------------- | --------- |
| 1    | Lando Norris    | McLaren-Mercedes    | 1 min 27 s 965 |           |
| 2    | Oscar Piastri   | McLaren-Mercedes    | 1 min 27 s 991 | + 0 s 026 |
| 3    | George Russell  | Mercedes            | 1 min 28 s 077 | + 0 s 112 |
| 4    | Charles Leclerc | Ferrari             | 1 min 28 s 414 | + 0 s 449 |
| 5    | Max Verstappen  | Red Bull-Honda RBPT | 1 min 28 s 497 | + 0 s 532 |
| 6    | Lewis Hamilton  | Ferrari             | 1 min 28 s 524 | + 0 s 559 |

## Séance de qualifications

### Résultats des qualifications
| Pos. | Pilote                | Écurie                  | Qualifications 1 | Qualifications 2 | Qualifications 3 |
| --- | --------------------- | ----------------------- | ---------------- | ---------------- | ---------------- |
| 1 | Max Verstappen        | Red Bull-Honda RBPT     | 1 min 27 s 943   | 1 min 27 s 502   | 1 min 26 s 983   |
| 2 | Lando Norris          | McLaren-Mercedes        | 1 min 27 s 845   | 1 min 27 s 146   | 1 min 26 s 995   |
| 3 | Oscar Piastri         | McLaren-Mercedes        | 1 min 27 s 687   | 1 min 27 s 507   | 1 min 27 s 027   |
| 4 | Charles Leclerc       | Ferrari                 | 1 min 27 s 920   | 1 min 27 s 555   | 1 min 27 s 299   |
| 5 | George Russell        | Mercedes                | 1 min 27 s 843   | 1 min 27 s 400   | 1 min 27 s 318   |
| 6 | Andrea Kimi Antonelli | Mercedes                | 1 min 27 s 968   | 1 min 27 s 639   | 1 min 27 s 555   |
| 7 | Isack Hadjar          | Racing Bulls-Honda RBPT | 1 min 28 s 278   | 1 min 27 s 775   | 1 min 27 s 569   |
| 8 | Lewis Hamilton        | Ferrari                 | 1 min 27 s 942   | 1 min 27 s 610   | 1 min 27 s 610   |
| 9 | Alexander Albon       | Williams-Mercedes       | 1 min 28 s 218   | 1 min 27 s 783   | 1 min 27 s 615   |
| 10 | Oliver Bearman        | Haas-Ferrari            | 1 min 28 s 228   | 1 min 27 s 711   | 1 min 27 s 867   |
| 11 | Pierre Gasly          | Alpine-Renault          | 1 min 28 s 186   | 1 min 27 s 822   |                  |
| 12 | Carlos Sainz          | Williams-Mercedes       | 1 min 28 s 209   | 1 min 27 s 836   |                  |
| 13 | Fernando Alonso       | Aston Martin-Mercedes   | 1 min 28 s 337   | 1 min 27 s 897   |                  |
| 14 | Liam Lawson           | Racing Bulls-Honda RBPT | 1 min 28 s 554   | 1 min 27 s 906   |                  |
| 15 | Yuki Tsunoda          | Red Bull-Honda RBPT     | 1 min 27 s 967   | 1 min 28 s 000   |                  |
| 16 | Nico Hülkenberg       | Kick Sauber-Ferrari     | 1 min 28 s 570   |                  |                  |
| 17 | Gabriel Bortoleto     | Kick Sauber-Ferrari     | 1 min 28 s 622   |                  |                  |
| 18 | Esteban Ocon          | Haas-Ferrari            | 1 min 28 s 696   |                  |                  |
| 19 | Jack Doohan           | Alpine-Renault          | 1 min 28 s 877   |                  |                  |
| 20 | Lance Stroll          | Aston Martin-Mercedes   | 1 min 29 s 271   |                  |                  |
| Temps minimal à réaliser pour la qualification : 1 min 33 s 825 (107 % du meilleur temps en Q1 : 1 min 27 s 687) |                       |                         |                  |                  |                  |

### Grille de départ
- Carlos Sainz, auteur du douzième temps, est pénalisé d'un recul de trois places sur la grille pour avoir gêné Lewis Hamilton lors de la deuxième phase des qualifications ; il s'élance quinzième[14],[15].

## Course

### Classement de la course
| Pos. | no | Pilote                | Écurie                  | Tours | Temps/Abandon                     | Grille | Points |
| ---- | -- | --------------------- | ----------------------- | ----- | --------------------------------- | ------ | ------ |
| 1    | 1  | Max Verstappen        | Red Bull-Honda RBPT     | 53    | 1 h 22 min 6 s 983 (224,660 km/h) | 1      | 25     |
| 2    | 4  | Lando Norris          | McLaren-Mercedes        | 53    | + 1 s 423                         | 2      | 18     |
| 3    | 81 | Oscar Piastri         | McLaren-Mercedes        | 53    | + 2 s 129                         | 3      | 15     |
| 4    | 16 | Charles Leclerc       | Ferrari                 | 53    | + 16 s 097                        | 4      | 12     |
| 5    | 63 | George Russell        | Mercedes                | 53    | + 17 s 362                        | 5      | 10     |
| 6    | 12 | Andrea Kimi Antonelli | Mercedes                | 53    | + 18 s 671                        | 6      | 8      |
| 7    | 44 | Lewis Hamilton        | Ferrari                 | 53    | + 29 s 182                        | 8      | 6      |
| 8    | 6  | Isack Hadjar          | Racing Bulls-Honda RBPT | 53    | + 37 s 134                        | 7      | 4      |
| 9    | 23 | Alexander Albon       | Williams-Mercedes       | 53    | + 40 s 367                        | 9      | 2      |
| 10   | 87 | Oliver Bearman        | Haas-Ferrari            | 53    | + 54 s 529                        | 10     | 1      |
| 11   | 14 | Fernando Alonso       | Aston Martin-Mercedes   | 53    | + 57 s 333                        | 13     |        |
| 12   | 22 | Yuki Tsunoda          | Red Bull-Honda RBPT     | 53    | + 58 s 401                        | 15     |        |
| 13   | 10 | Pierre Gasly          | Alpine-Renault          | 53    | + 1 min 02 s 122                  | 11     |        |
| 14   | 55 | Carlos Sainz          | Williams-Mercedes       | 53    | + 1 min 14 s 129                  | 12     |        |
| 15   | 7  | Jack Doohan           | Alpine-Renault          | 53    | + 1 min 21 s 314                  | 19     |        |
| 16   | 27 | Nico Hülkenberg       | Kick Sauber-Ferrari     | 53    | + 1 min 21 s 957                  | 16     |        |
| 17   | 30 | Liam Lawson           | Racing Bulls-Honda RBPT | 53    | + 1 min 22 s 734                  | 14     |        |
| 18   | 31 | Esteban Ocon          | Haas-Ferrari            | 53    | + 1 min 23 s 438                  | 18     |        |
| 19   | 5  | Gabriel Bortoleto     | Kick Sauber-Ferrari     | 53    | + 1 min 23 s 897                  | 17     |        |
| 20   | 18 | Lance Stroll          | Aston Martin-Mercedes   | 52    | + 1 tour                          | 20     |        |

### Pole position et record du tour
- Pole position :  Max Verstappen (Red Bull-Honda RBPT) en 1 min 26 s 283 (240,337 km/h)[17].
- Meilleur tour en course :  Andrea Kimi Antonelli (Mercedes) en 1 min 30 s 965 (229,816 km/h) au cinquantième tour[18].

### Tours en tête
- Max Verstappen (Red Bull-Honda RBPT) : 43 tours (1-21 / 32-53)[19] ;
- Andrea Kimi Antonelli (Mercedes) : 10 tours (22-31).

## Classements généraux à l'issue de la course
| Pos. | Pilote                | Écurie                  | Points |
| ---- | --------------------- | ----------------------- | ------ |
| 1    | Lando Norris          | McLaren-Mercedes        | 62     |
| 2    | Max Verstappen        | Red Bull-Honda RBPT     | 61     |
| 3    | Oscar Piastri         | McLaren-Mercedes        | 49     |
| 4    | George Russell        | Mercedes                | 45     |
| 5    | Andrea Kimi Antonelli | Mercedes                | 30     |
| 6    | Charles Leclerc       | Ferrari                 | 20     |
| 7    | Alexander Albon       | Williams-Mercedes       | 18     |
| 8    | Lewis Hamilton        | Ferrari                 | 15     |
| 9    | Esteban Ocon          | Haas-Ferrari            | 10     |
| 10   | Lance Stroll          | Aston Martin-Mercedes   | 10     |
| 11   | Nico Hülkenberg       | Kick Sauber-Ferrari     | 6      |
| 12   | Oliver Bearman        | Haas-Ferrari            | 5      |
| 13   | Isack Hadjar          | Racing Bulls-Honda RBPT | 4      |
| 14   | Yuki Tsunoda          | Racing Bulls-Honda RBPT | 3      |
| 15   | Carlos Sainz          | Williams-Mercedes       | 1      |

| Pos. | Écurie                  | Points |
| ---- | ----------------------- | ------ |
| 1    | McLaren-Mercedes        | 111    |
| 2    | Mercedes                | 75     |
| 3    | Red Bull-Honda RBPT     | 61     |
| 4    | Ferrari                 | 35     |
| 5    | Williams-Mercedes       | 19     |
| 6    | Haas-Ferrari            | 15     |
| 7    | Aston Martin-Mercedes   | 10     |
| 8    | Racing Bulls-Honda RBPT | 7      |
| 9    | Kick Sauber-Ferrari     | 6      |

## Statistiques
Le Grand Prix du Japon 2025 représente :
- la 41e pole position de Max Verstappen, sa quatrième consécutive au Grand Prix du Japon et sa première depuis le Grand Prix d'Autriche 2024[21],[22].
- la 64e victoire de  Max Verstappen, sa quatrième consécutive au Grand Prix du Japon[23] ;
- la 123e victoire pour Red Bull en tant que constructeur[24] ;
- la 31e victoire de Honda RBPT en tant que motoriste[25].

Au cours de ce Grand Prix :
- à 18 ans, 7 mois et 12 jours, Andrea Kimi Antonelli devient le plus jeune pilote à mener un Grand Prix ; il prend la tête de la course au vingt-deuxième tour et met fin au record que détenait Max Verstappen (18 ans, 7 mois et 15 jours au Grand Prix d'Espagne 2016)[26] ;
- à 18 ans, 7 mois et 12 jours, Andrea Kimi Antonelli devient le plus jeune pilote de Formule 1 à réaliser le meilleur tour en course[27] ;
- Isack Hadjar inscrit ses 1ers points dans la discipline[28] ;
- Yuki Tsunoda est élu « pilote du jour » à l'issue d'un vote organisé sur le site officiel de la Formule 1[29] ;
- Oscar Piastri devient le septième pilote de Formule 1 à monter sur le podium le jour de son anniversaire[30] ;
- Pedro Lamy (32 Grands Prix disputés entre 1993 et 1996 avec Team Lotus et Scuderia Minardi, vainqueur du championnat FIA GT (catégorie GT2) en 1998, du championnat LMS en 2004, 2006 et 2007, des 24 Heures du Nürburgring en 2001, 2002, 2004, 2005 et 2010, du Petit Le Mans 2010 et des 24 Heures du Mans en catégorie GTE Am en 2012) est nommé conseiller par la FIA pour aider dans leurs jugements le groupe des commissaires de course[31] ;